# 利勒德潘
利勒德潘（法語：L'Île-des-Pins，發音：[lil de pɛ̃]）是法国海外特殊集体新喀里多尼亞南部省的市镇，领土涵盖同名海岛，面积152.3平方千米，2019年1月1日人口为2,037人。

## 地理
利勒德潘（22°40'0"S, 167°29'0"E）面积152.3平方千米，位于法国海外特殊集体新喀里多尼亞。
由于利勒德潘领土为海洋中的一岛屿（外加几座小岛），故不与任何市镇接壤。
利勒德潘的时区为UTC+11:00。

## 行政
利勒德潘的邮政编码为98832，INSEE市镇编码为98809。

## 政治
利勒德潘的现任市长为克里斯托夫·瓦基耶（Christophe Vakié）先生，任期为2020-2026年。

## 人口
利勒德潘于2019年1月1日时的人口数量为2037人。